# Preghiera del marinaio

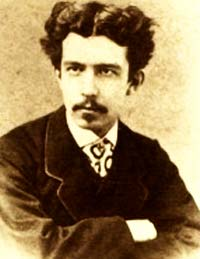
Antonio Fogazzaro, poeta autore della Preghiera del Marinaio.

Nella tradizione della Marina Militare Italiana la preghiera del marinaio è il testo che viene letto a bordo delle navi in navigazione, sia nel corso della cerimonia dell'ammainabandiera, sia al termine delle messe a bordo, dove la preghiera è letta dall'ufficiale più giovane; a terra il testo viene letto nelle caserme e negli stabilimenti della Marina e al termine delle funzioni religiose celebrate in suffragio dei marinai.

## Storia
Il testo della preghiera fu composto da Antonio Fogazzaro nel 1901, allorché lo scrittore fu invitato dal vescovo di Cremona monsignor Geremia Bonomelli, con il quale il Fogazzaro intrattenne un'amicizia sincera, a scrivere una breve composizione, una preghiera che favorisse e incrementasse lo spirito religioso dei marinai italiani. Il Fogazzaro accettò di buon grado e compose in breve tempo quella che intitolò: Preghiera Vespertina per gli equipaggi della Regia Marina da guerra. 
La preghiera venne recitata per la prima volta il 23 febbraio 1902 sul nuovo incrociatore corazzato Garibaldi, quando il comitato delle dame genovesi, presieduto dalla marchesa Eleonora Pallavicini Barraco, fece dono alla nuova nave di una bandiera sulla quale era stato ricamato il testo della Preghiera Vespertina. 

Il comandante del Garibaldi, capitano di vascello Cesare Agnelli, colpito dalle parole della preghiera di Fogazzaro, chiese ed ottenne dall'allora ministro della Marina, ammiraglio Costantino Morin, l'autorizzazione a recitarla sulla nave prima dell'ammainabandiera. Da allora tale consuetudine e tradizione si diffusero rapidamente su tutte le navi della flotta, tanto che nel 1909 la "Preghiera Vespertina" era già comunemente conosciuta come Preghiera del marinaio italiano e ne era stata resa obbligatoria la lettura a bordo.
Dopo la morte di Fogazzaro, avvenuta il 7 marzo 1911, il manoscritto della preghiera venne donato alla Marina dalla contessa Carolina Colleoni Giustiniani Bandini che, nel gennaio 1928, lo consegnò al grand'ammiraglio Paolo Thaon di Revel. Il testo autografo viene tuttora conservato presso l'Ufficio Storico della Marina nel suo archivio.

## Testo
(La preghiera del marinaio di Antonio Fogazzaro)